# Elf (gruppo musicale)
Gli Elf sono stati un gruppo musicale hard rock statunitense formatosi a Cortland, New York nel 1967. Incisero tre album. Nel 1975 il gruppo si sciolse, e i suoi membri andarono a formare il gruppo dei Rainbow, guidato da Ritchie Blackmore (ex Deep Purple).

## Storia
Gli Elf nacquero nel 1967; la formazione comprendeva Ronnie James Dio (cantante e bassista), Doug Thaler (tastiere), Gary Driscoll (batteria), e i due chitarristi Nick Pantas e David Feinstein. Inizialmente, il gruppo si chiamava The Electric Elves, in seguito abbreviato in The Elves, e infine in "Elf" nel 1969.
Nel febbraio del 1968 Nick Pantas morì in un incidente automobilistico, in cui rimase ferito anche Thaler; terminata la convalescenza, Thaler abbandonò la band, sostituito da Micky Lee Soule (Thaler sarebbe tornato nel business della musica nel 1983, diventando co-manager dei Mötley Crüe).
Nel 1972 gli Elf furono notati da Roger Glover e Ian Paice (Deep Purple), che lo stesso anno produssero l'album di debutto Elf. Il sodalizio con i Deep Purple (per i quali gli Elf aprirono molti concerti) rimase sempre un elemento costante della carriera del gruppo. Poco tempo dopo la pubblicazione del loro primo album, gli Elf si spostarono nel Regno Unito.
Nel 1973 Dio lasciò il ruolo di bassista a un nuovo acquisto del gruppo, Craig Gruber. Nello stesso anno Feinstein fu sostituito da Steve Edwards. Feinstein (che tra l'altro era cugino di Dio) formò una propria band dal nome The Rods, con cui ebbe un discreto successo suonando, tra l'altro, in apertura dei concerti di gruppi come Judas Priest, Iron Maiden e Metallica (Feinstein avrebbe poi fondato un terzo gruppo, chiamato semplicemente Feinstein, nel 2004).
Con Edwards alla chitarra, gli Elf incisero il loro secondo lavoro, Carolina County Ball.
Nel 1974, Dio fu invitato da Glover a cantare sul suo album solista The Butterfly Ball and the Grasshopper Feast. In tale occasione, il talento vocale di Dio fu notato anche da Ritchie Blackmore che nel 1975, poco tempo dopo la pubblicazione del terzo album degli Elf (Trying to Burn the Sun), chiese a Dio, Gruber, Driscoll, Soule di unirsi a lui in un nuovo gruppo (che avrebbe preso il nome di Rainbow). Gli Elf furono dunque sciolti; l'unico a rimanere fuori dal progetto di Blackmore fu il chitarrista, Edwards. Dopo la pubblicazione dell'album Ritchie Blackmore's Rainbow, tuttavia, Blackmore congedò anche gli altri membri degli Elf, con la sola eccezione di Dio.

## Formazione

### Ultima
- Ronnie James Dio (deceduto nel 2010) - voce (1967-1975), basso (1967-1973)
- Steve Edwards - chitarra (1973-1975)
- Micky Lee Soule - tastiere, pianoforte (1968-1975)
- Craig Gruber (deceduto nel 2015) - basso (1973-1975)
- Gary Driscoll (deceduto nel 1987) - batteria (1967-1975),  percussioni (1967-1975)
- Mark Nauseef - percussioni (1975)

### Ex componenti
- David Feinstein - chitarra (1967-1973)
- Nick Pantas (deceduto nel 1968) - chitarra (1967-1968)
- Doug Thaler - tastiere, pianoforte (1967-1968)

## Discografia
Album in studio
- 1972 - Elf
- 1974 - Carolina County Ball
- 1975 - Trying to Burn the Sun

Raccolte
- 1978 - The Gargantuan
- 1991 - The Elf Albums